# Peristernia tulipa
Peristernia tulipa is een slakkensoort uit de familie van de Fasciolariidae. De wetenschappelijke naam van de soort is voor het eerst geldig gepubliceerd in 1841 door Lesson.